# Monguor
Le monguor (chinois : 蒙古尔 ; pinyin : Měnggǔěr, terme dérivé du terme mongol) ou tu (chinois : 土族语 ; pinyin : tǔzúyǔ ; litt. « langue de la nationalité Tu ») est une langue mongole orientale, parlées dans l'Est de la province du Qinghai et dans le Gansu, en Chine, par 152 000 Tus (ou Monguors). Elle comporte plusieurs dialectes, dont le Mongghul, parlé dans le Xian autonome tu de Huzhu sur lequel les Tibétains de l'Amdo ont exercé une influence linguistique forte.

## Phonologie
Les tableaux présentent les phonèmes du monguor.

### Voyelles
|         | Antérieure    | Centrale      | Postérieure   |
| ------- | ------------- | ------------- | ------------- |
| Fermée  | i [i] iː [iː] |               | u [u] uː [uː] |
| Moyenne | e [e] eː [eː] |               | o [o] oː [oː] |
| Ouverte |               | a [a] aː [aː] |               |

### Consonnes
|               |               | Bilabiale | Dentale  | Latérale | Rétroflexe | Palatale | Alv.-palat. | Vélaire | Uvulaire |
| ------------- | ------------- | --------- | -------- | -------- | ---------- | -------- | ----------- | ------- | -------- |
| Occlusives    | Sourdes       | b [p]     | d [t]    |          |            |          |             | g [k]   | ɢ [q]    |
| Occlusives    | Aspirée       | p [pʰ]    | t [tʰ]   |          |            |          |             | k [kʰ]  |          |
| Fricatives    | Fricatives    | f [f]     | s [s]    |          | ʂ [ʂ]      |          | ɕ [ɕ]       | x [ x]  |          |
| Affriquées    | Sourdes       |           | dz [t͡s]  |          | dʐ [t͡ʂ]    |          | dʑ [t͡ɕ]     |         |          |
| Affriquées    | Aspirée       |           | ts [t͡sʰ] |          | tʂ [t͡ʂʰ]   |          | tɕ [t͡ɕʰ]    |         |          |
| Nasales       | Nasales       | m [m]     | n [n]    |          |            |          |             | ŋ [ŋ]   |          |
| Liquides      | Liquides      |           | r [r]    | l [l]    |            |          |             |         |          |
| Semi-voyelles | Semi-voyelles |           |          |          |            | j [ j]   |             |         |          |